# Kilwa (Tanzania)
Kilwa è una circoscrizione rurale (rural ward) della Tanzania situata nel distretto di Kilindi, regione di Tanga. Conta una popolazione di 6 835 abitanti (censimento 2012).